# Rue des Abbesses (Bruxelles)
Pour les articles homonymes, voir Rue des Abbesses.
La rue des Abbesses (en néerlandais : Abdissenstraat) est une voie bruxelloise de la commune de Forest.

## Situation et accès
Cette rue débute chaussée de Bruxelles et se termine boulevard de la Deuxième Armée Britannique.
La numérotation des habitations va de 1 à 15 pour le côté impair, tandis que de l'autre côté se trouve l'église et l'abbaye Saint-Denis.